# Claude Hyacinthe Blaudin-Valière
Claude Hyacinthe Blaudin-Valière est un homme politique français né le 7 juillet 1762 à Nevers (Nièvre) et décédé le 7 octobre 1847 à Nevers.
Procureur-syndic de Nevers en 1791, il est ensuite juge au tribunal de district, puis au tribunal civil du département, commissaire du gouvernement près le tribunal criminel et enfin procureur général près la cour de justice criminelle de la Nièvre, en 1804. Il devient substitut général à la cour d'appel de Bourges en 1811, chargé des assises dans la Nièvre. Il est député des Cent-Jours, en 1815, puis conseiller à la cour d'appel de Bourges sous la Restauration.

## Sources
- « Claude Hyacinthe Blaudin-Valière », dans Adolphe Robert et Gaston Cougny, Dictionnaire des parlementaires français, Edgar Bourloton, 1889-1891 [détail de l’édition]